# Бюйе, Бартелеми
Бартелеми́ Бюйе́ (фр. Barthélemy Buyer; ок. 1433, Лион, Франция — ок. 1485, там же) — французский первопечатник, основатель первой типографии в Лионе. Первый типограф, указывавший своё имя на колофоне.

## Биография
Бартелеми Бюйе родился в зажиточной лионской семье Пьера Бюйе и Мари Ботье. Его мать происходит из рода, из которого вышли между 1398 и 1560 годами девять эшевенов. 
Бартелеми отправляется учиться в Сорбонну. Предположительно, там он знакомится с Иоганном Хейнлином и Гийомом Фише, основавшими около 1470 года первую типографию в Париже, пригласив для этого из Мюнстера таких учеников Гутенберга, как Михаэль Фрибургер, Ульрих Геринг и Мартин Кранц.
Бюйе в восторге от этой новой технологии. По возвращении в Лион в 1472 году, он устраивает у себя дома печатную мастерскую. Для этого он приглашает на должность мастера-печатника Гийома Ле-Руа (имя которого известно также под латинской калькой Regis и под немецкой Wilhelm König) — выходца из Льежа, который обучался у немецких издателей. Бюйе устраивает типографию на левом берегу Соны, на улице Мерсьер (фр. rue Mercière), которая превратится на несколько веков в улицу книгопечатников. 
Однако, Бартелеми Бюйе — предприниматель, а не техник, сам он не занимается книгопечатанием. Об этом говорят надписи на изданных его типографией книгах: «à la requête de Barthélemy Buyer» — «по заказу Бартелеми Бюйе». Он продаёт как выпущенные его издательством книги, так и канцтовары и типографские принадлежности.
В 1927 году именем Бюйе названа одна из крупных улиц на севере 5-го округа города.

## Наиболее значимые публикации
- Reverendissimi Lotharii Compendium breve (Краткое наставление досточтимого Лотаря), сентябрь 1473 — первая книга, изданная в Лионе. «Досточтимый Лотарь» — это Лотарио Конти, будущий папа Иннокентий III.
- Le livre des merveilles du monde (Книга чудес света), 1475 — первая книга на французском языке.
- La légende dorée (Золотая легенда) Иакова Ворагинского в переводе Жана Баталье, 1476.
- Le miroir de la vie humaine (Зеркало человеческой жизни), 1477 — перевод латинского сочинения Speculum vitae humanae Родерика, епископа саморского.
- Le guidon de la practique en cyrurgie (Справочник по практической хирургии), Ги де Шолиака, 1478 — труд по медицине.
- Commentaria (Комментарии) Бартоло да Сассоферрато, 1481 — юридический труд с ксилографиями.
- Le livre de Mandeville (Книга Мандевиля), 1481 — последняя публикация первопечатника.